# Nigel Winterburn
Nigel Winterburn (Arley, 11 december 1963) is een Engels voormalig voetballer, vooral bekend als linksachter van Arsenal van 1987 tot 2000. Winterburn won zes prijzen met Arsenal. Na zijn spelerscarrière bleef hij actief in de voetballerij, eerst in de media, en vanaf seizoen 2008/09 als assistent-trainer van Blackburn Rovers.

## Clubcarrière
Nigel Winterburn begon zijn loopbaan als linkerverdediger in de jeugd bij Birmingham City FC en Oxford United. Winterburn brak door bij Wimbledon FC, waar hij tussen 1983 en 1987 in totaal 165 competitiewedstrijden speelde waarin hij acht doelpunten maakte. Hierna verkaste hij naar Arsenal FC waar hij 440 wedstrijden speelde (acht doelpunten).
Winterburn maakte deel uit van een veel geprezen defensie met Lee Dixon, Tony Adams, Steve Bould en Martin Keown (die laatste drie op de duur afwisselend centraal in de verdediging toen Arsène Wenger opnieuw met twee centrale verdedigers ging spelen). Lee Dixon gaf aanvallende impulsen aan de overzijde. Nigel Winterburn verloor zijn plaats in het vaste basiselftal van The Gunners in het najaar van 1999 aan de Braziliaan Sylvinho.
Doordat hij geen vaste waarde meer was, beleefde Winterburn de verloren finale van de UEFA Cup van 2000 tegen het Turkse Galatasaray SK negentig minuten vanop de bank. Die finale werd met strafschoppen beslist, Galatasaray-doelman Cláudio Taffarel ontpopte zich tot de held van de Turken. Twee strafschoppen van Arsenal werden gestopt door Cláudio Taffarel, de Turken misten geen elfmeter.
Nigel Winterburn maakte het succes mee onder de Schotse coach George Graham en het eerste succes onder de legendarische Franse coach Arsène Wenger – 22 jaar onafgebroken coach van Arsenal van 1996 tot 2018. Dit leidde in het bijzonder drie keer tot winst van de landstitel in 1989, 1991 en 1998. Hij won evenwel meerdere prijzen. In 1993 en 1998 won Winterburn de FA Cup, in 1993 de League Cup en in 1994 won hij de Europacup II met Arsenal, 1–0 tegen het Italiaanse Parma Calcio met een doelpunt van Alan Smith.
In 2000 maakte Winterburn de overstap naar West Ham United, waarmee hij nog drie seizoenen actief was in de Premier League en in 2003 na 82 wedstrijden (één doelpunt) zijn loopbaan beëindigde.

## Interlandcarrière
Nigel Winterburn kwam ook tweemaal uit voor het Engels voetbalelftal. Hij debuteerde op 15 november 1989 in het  vriendschappelijke interland tegen Italië (0-0), net als Dave Beasant (Chelsea), Mike Phelan (Manchester United) en David Platt (Aston Villa) voor Engeland. Winterburn trad in dat duel na 66 minuten aan als vervanger van Stuart Pearce. Zijn tweede en laatste interland speelde hij op 19 juni 1993 in Detroit, waar Engeland met 2-1 verloor van Duitsland bij de strijd om de US Gold Cup. Winterburn verving Lee Sharpe toen in de rust.

## Erelijst
Arsenal
- Engels kampioenschap

1989, 1991, 1998
- FA Cup

1993, 1998
- League Cup

1993
- UEFA Beker der Bekerwinnaars

1994